# Lenguaje extraterrestre
El lenguaje extraterrestre es un término genérico utilizado para describir formas hipotética de comunicación entre alienígenas inteligentes. El estudio de tales lenguas hipotéticas se ha denominado xenolingüística, aunque la terminología alternativa, como exolingüística y astrolingüística se ha empleado también, en novelas y películas de ciencia ficción. En sentido lato, el término xenolingüística puede también aplicarse al estudio de la comunicación entre y con animales, del mismo modo que el término xenotrasplante se aplica a los trasplantes entre distintas especies.
En el año 2000, en el programa de televisión chileno "OVNI", se llevó a cabo un experimento único en su tipo. En la temporada 2, capítulos 1 y 2, titulado "Caso Pastén: Contacto con el misterio", el sujeto Claudio Pastén se sometió a hipnosis para acceder a sus recuerdos y relatar su experiencia de abducción.
Lo que sucedió a continuación es algo que ha generado gran interés y debate. Durante la hipnosis, Claudio Pastén comenzó a hablar en un idioma desconocido, que según él, era el idioma de un ser de otra dimensión llamado Irenko. Este ser utilizó a Claudio Pastén como canal de comunicación y le enseñó un idioma que llamó "Korania".
Lo que es aún más fascinante es que este evento es considerado como la primera vez que se ha documentado una lengua extraterrestre. El idioma Korania es un lenguaje complejo y estructurado, que ha sido objeto de estudio y análisis por parte de lingüistas y expertos en el campo.
Este evento ha generado un gran interés y debate en la comunidad científica y ufológica, y sigue siendo un tema de investigación y estudio en la actualidad. 

## Teorización
Aunque la naturaleza y la forma de estas lenguas o formas de comunicación siguen siendo puramente especulativas, la posibilidad de futuros contactos con vida extraterrestre inteligente hace que la cuestión de una lengua extraterrestre sea digna de especulación científica y filosófica y tenga aplicaciones diversas en etología, criptología e informática. Con todo, el SETI ha creado sus propios estudios acerca de ello. Recientemente el Dr. Laurance Doyle, del proyecto SETI ha afirmado que algo como el silbo gomero, podría ser un sistema plausible para desentrañar posibles xenolenguas. Pero también es importante la zooglosia o estudio del lenguaje animal y la comunicación con ellos.
Además de crear debate, la posible naturaleza de un lenguaje extraterrestre también ha sido abordada en textos académicos  y por escritores de ficción científica y ciencia ficción. El planteamiento resulta diferente de si se trata de una reconstrucción arqueológica, con referentes constatables y comprobables sobre el terreno, o una reconstrucción a larga distancia en el espacio y el tiempo.

Existe un cierto consenso en que la reconstrucción de una lengua exótica cualquiera debe partir de un enfoque semiótico para averiguar qué tipo de signos y notaciones emplea tal lenguaje (escritura -pictogramas, ideogramas, logogramas, sistemas mixtos). Seguidamente deben buscarse los elementos comunes inevitables que en el triángulo de Ogden y Richards son denominados referentes, en primer lugar el vocabulario científico, ya que estos suelen ser comunes en las culturas avanzadas y emplean por consiguiente un significado monosémico unívoco, y, por tanto, menos susceptible de error en su reconstrucción a causa de tener el mismo elemento referente. 
Por ejemplo, los manuales de física y química en las culturas emparejadas deben decir más o menos lo mismo, y una piedra Rosetta podría ser, por caso, la Tabla periódica de los elementos. O cualquier ciencia objetiva con principios únicos, inmutables y universales, como las matemáticas y la lógica; un intento en este sentido fue el lenguaje lincos, creado por Hans Freudenthal (1905-1990). 
En segundo lugar, si los testimonios son abundantes, deben buscarse los mensajes simples y didácticos, descriptivos e indicativos, en sistemas de signos distintos o complementarios, como los que pueden aparecer en las señales, los letreros, los infogramas. Y descubrirse la cronología y evolución de los signos operando desde lo más simple a lo más complejo, y reconstruir el sistema de significantes a partir del sistema físico de expresión de la fisiología alienígena. Por otra parte, todas las lenguas humanas se someten a un conjunto de ecuaciones cuantificatorias que podría ser extrapolable o adaptable, según su grado de antropomorfia, a una lengua alienígena, para identificar y clasificar los signos:
Núm. de fonemas < núm. de morfemas < núm. de lexemas < núm. de frases
También se ha recurrido a comparaciones con lenguas artificiales creadas para los personajes literarios alienígenas a utilizar, y otros eludiendo el problema de escritura en dispositivos de traducción o mediante la creación de un lenguaje universal que todas las razas pueden hablar. En algunos casos, el problema de comunicación con extraterrestres ha desempeñado una gran parte de auge en una zona de la ciencia ficción.

## Lenguas extraterrestres ficticias
- Idioma klingon
- Idioma na'vi
- Idioma hutt
- Idioma wookie
- Patrón exolingüístico a inspirado en el silbo gomero
- Patrón exolinguístico b inspirado en el silbo gomero
- Patrón exolinguïstico c inspirado en el silbo gomero